# Renacimiento del siglo XII

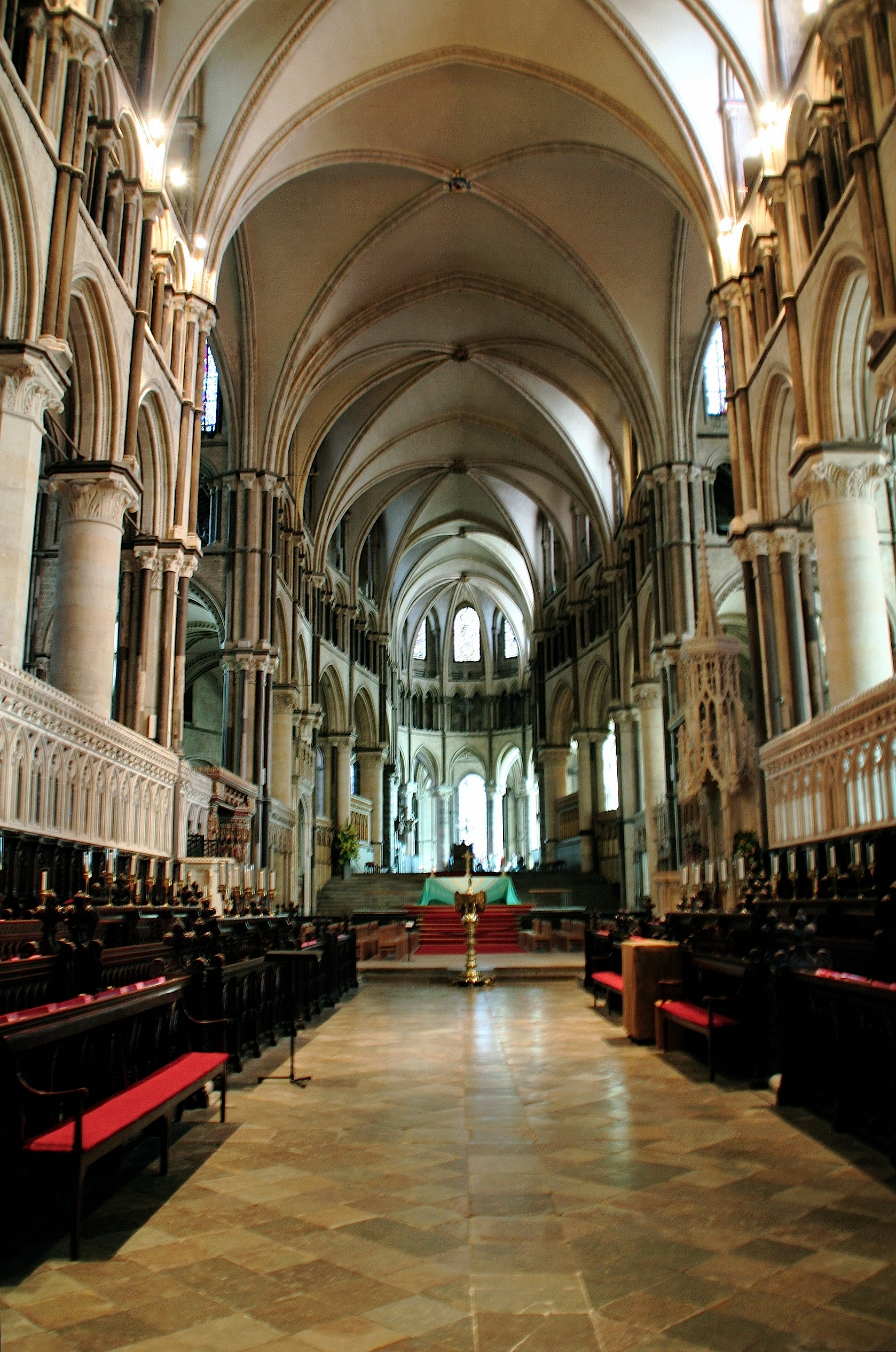
Catedral de Canterbury (Reino de Inglaterra, siglos -)

El Renacimiento del siglo XII hace referencia a la serie de cambios económicos, sociales, políticos, ideológicos y culturales que afrontó Europa durante el siglo XII. Tales cambios tendían a cuestionar el viejo orden agrario y rural del feudalismo como consecuencia de la irrupción de un nuevo agente económico y social: la burguesía mercantil y artesanal de las resurgentes ciudades. Incluía una revitalización intelectual de Europa con fuertes raíces filosóficas y científicas, que iniciaron el camino a los posteriores logros literarios y artísticos de la Baja Edad Media y de los inicios de la Edad Moderna: el humanismo y el Renacimiento de los siglos XV y XVI y la revolución científica culminada en el siglo XVII.

## Concepto
Se discute la fecha precisa en que comenzaron los cambios, ya que algunos historiadores los hacen remontar hasta finales del siglo X, pero en general todos están de acuerdo en que hicieron masa crítica y cambiaron la sociedad europea en el siglo XII. Por motivos pedagógicos se puede situar dicho período de cambios  entre dos hitos históricos determinados, como por ejemplo la Primera Cruzada (1099) y la batalla de Legnano (1176), momento en la que se consolidaron las comunas en el norte Italia, apareciendo un nuevo agente político que disputaba el espacio político a tanto los poderes universales (pontificado e Imperio) como a las monarquías feudales.
Charles H. Haskins, fue el primer historiador en utilizar extensamente el concepto, el de un renacimiento que surgió en la Plena Edad Media, comenzando en torno a 1070. En 1927, escribía que:

el siglo XII en Europa fue en muchos aspectos una era de vida fresca y vigorosa. La época de las Cruzadas, la del alzamiento de las ciudades y de los primeros estados burocráticos de Occidente, vio la culminación del Arte Románico y el comienzo del gótico; la emergencia de la literatura vernácula; la resurrección de los clásicos latinos, la poesía latina y el Derecho Romano; la recuperación de la ciencia griega, con sus adiciones árabes, y gran parte de la filosofía griega; y el origen de las primeras universidades europeas. El siglo doce dejó su firma en una educación superior, en la filosofía escolástica, los sistemas jurídicos europeos, en la arquitectura y la escultura, en el teatro litúrgico, en la poesía latina y vernácula.

## Cambios históricos en la Europa delsigloXII

### Cambios políticos
Dos importantes procesos políticos se desarrollaron en Europa durante este período. Por una parte, el sistema feudal europeo se extendió considerablemente en tierras emplazadas hasta entonces fuera del mismo, y por la otra, comenzó el proceso de centralización que fue trasformando lentamente las monarquías feudales en monarquías autoritarias (a finales de la Edad Media), y que terminó por dar origen a los estados nación, ya en la Edad Moderna.
Expansión en la península ibéricaDurante este período la crisis y posterior desintegración del Califato de Córdoba, en el año 1031, le dio una gran oportunidad a los reinos cristianos para atacar a los reinos musulmanes (las taifas). Los personajes más importantes de este ciclo guerrero fueron el monarca Alfonso VI de Castilla y Rodrigo Díaz de Vivar (El Cid Campeador). Esta expansión se vio frenada durante un tiempo después de la invasión de los almorávides, pero se llegó a un nuevo punto de equilibrio, favorable a los reinos cristianos, después de la batalla de Navas de Tolosa, en 1212.
Expansión en ItaliaDurante la segunda mitad del siglo XI, invasores normandos habían arrebatado todo el sur de Italia a los bizantinos. Durante la primera mitad del siglo XII, el rey normando Roger I de Sicilia se transformó en uno de los más poderosos monarcas de Europa. El reino de Sicilia fue durante todo ese tiempo, el más próspero y desarrollado de Europa, gracias a una política de tolerancia religiosa que permitió asimilar la cultura superior de árabes y bizantinos. Todo ello, no obstante que durante la conquista normanda de Sicilia comenzó a introducirse el catolicismo, y por tanto el poder de la Iglesia católica, en dichas tierras fue en aumento.
Expansión en las islas británicasLos normandos también invadieron Inglaterra en 1066. Guillermo el Conquistador sentó las bases del poderío inglés, que sus sucesores aprovecharon para realizar nuevas incursiones contra Irlanda y Escocia.
Expansión en EscandinaviaEl producto del pillaje y saqueo de los vikingos llevó a la introducción de la economía occidental en el mar Báltico. El príncipe alemán Enrique el León, vasallo de Federico Barbarroja, conquistó las tierras entre Brandeburgo y el río Oder a los vendos, fundando Berlín entre otras ciudades, y abriendo el camino a nuevos señores feudales.
Expansión en Europa OrientalEl reino de Polonia fue fundado en el siglo X, y en las centurias siguientes, inició una dura presión militar hacia el este, en tierras de nadie ocupadas por tribus de paganos, como por ejemplo Lituania. La labor combinada de los polacos y de los Caballeros Teutónicos consiguió ganar todo el trecho entre Occidente y los reinos rusos, en particular Nóvgorod y Moscovia.
Expansión en el Próximo OrienteEn el año 1100, la Primera Cruzada consiguió reconquistar Jerusalén, fundando una serie de reinos cristianos en Tierra Santa. Estos reinos sobrevivieron con grandes dificultades, divididos por sus propias rencillas domésticas, hasta que la irrupción de Saladino, a finales del siglo XII, terminó por borrar casi todo rastro de ellos. Aunque quedaron algunas fortalezas cristianas que no caerían sino hasta finales del siglo XIII, lo cierto es que el dominio cristiano en dichas tierras puede darse por completamente terminado después del pacto entre Ricardo Corazón de León y Saladino, después de la fracasada Tercera Cruzada.

#### Consolidación interna de los reinos
EspañaLa Reconquista se encuentra en una fase muy dinámica, de precario equilibrio entre los reinos hispano-cristianos (entre los que se destacan Castilla y Aragón) y los musulmanes (divididos en taifas o unificados por los almorávides y almohades), hasta la decisiva victoria cristiana en la batalla de Las Navas de Tolosa (1212).
InglaterraLa conquista normanda de Inglaterra con Guillermo el Conquistador (1066) había comenzado ya una cierta labor de centralización administrativa, que se vio superada por la tendencia descentralizadora de la turbulenta nobleza feudal, que protagonizó guerras civiles en los reinados siguientes. En respuesta, el rey Enrique II de Inglaterra introdujo una serie de innovaciones administrativas que permitieron el desarrollo de la industria y el comercio, creando una clase burguesa mercantil en la ciudad de Londres. El proceso de consolidación de la monarquía sobre los nobles se vio frenado con la Carta Magna (1214) que Juan Sin Tierra (hijo de Enrique II y Leonor de Aquitania y hermano de Ricardo Corazón de León) se vio obligado a firmar. El régimen pactado en dicho documento establecía un delicado sistema de equilibrios entre la monarquía y los barones feudales.
FranciaLos reyes franceses de la época ejercían su poder poco más que el territorio cercano a París (Ile de France). De hecho, para la Primera Cruzada el rey francés ni siquiera fue considerado, llevándose el protagonismo por dicha región el conde Raimundo I de Tolosa. Los franceses pasaron varias décadas muy apurados, debido a que el matrimonio entre Enrique II de Inglaterra y Leonor de Aquitania puso en las manos del monarca inglés un enorme territorio, el Imperio angevino, que amenazaba con ahogar la propia independencia del rey francés. Sin embargo, con el reinado de Felipe Augusto (1180-1223) la monarquía francesa inició un proceso de consolidación interna, especialmente a partir de su victoria frente a Otón de Brunswick, aliado de Inglaterra en la batalla de Bouvines (1214).
Italia y AlemaniaEn dichos territorios no hubo una consolidación del poder central. Por el contrario, las destructoras guerras entre el Papado y el Imperio, en particular las emprendidas por Federico I Barbarroja, y después por Federico II de Alemania, llevaron al crecimiento en sus intersticios de diversas autonomías, en Italia de las comunas, y en Alemania de los principados. Al morir Federico II, en 1250, el Imperio era apenas una sombra de lo que antaño. Y las ciudades y burgos independientes habían formado toda una constelación de estados autónomos que abarcaban todo el norte de Italia, Alemania, Flandes y las costas del mar Báltico.
PoloniaEl reino polaco también había experimentado un cierto proceso de consolidación interna, aunque visiblemente retrasado del resto de Europa, subsistiendo con gran fuerza el poderío de la nobleza feudal por encima del rey, quien seguía siendo un primus inter pares, más que un verdadero monarca en el sentido que estaba adquiriendo tal figura en otros lugares de Europa.
Todos estos cambios políticos (centralización del poder monárquico, y expansión geográfica feudal) estaban relacionados con la inesperada alianza que los reyes tejieron con la burguesía urbana, en la que encontraron un gran aliado que usar en contra de la nobleza feudal terrateniente, alianza que les permitió allegar los recursos necesarios para crear un sistema fiscal moderno, base de la consolidación de su poder por sobre los señores feudales, visiblemente más débiles.

### Cambios económicos y sociales
Los cambios políticos precedentemente señalados, fueron a la vez causa y consecuencia, por obra de un proceso de retroalimentación, de una serie de cambios económicos y sociales. Por una parte, el feudalismo le había proporcionado estabilidad social a Europa, librándola de las destructoras invasiones de vikingos, magiares y sarracenos de siglos precedentes. Por otra, desde la época carolingia los métodos agrícolas habían experimentado una revolución, con nuevas técnicas de ganadería y cultivo. Por otra parte, el Feudalismo generaba un goteo de personas que sobraban dentro del sistema, tanto segundones de los señores feudales, como siervos que deseaban escapar de la tiranía de su señor, algunos de los cuales emprendieron carrera como soldados de fortuna en las fronteras de la cristiandad, o bien encontraron refugio en los nacientes burgos, dedicándose al intercambio de excedentes productivos derivados de la agricultura, e inaugurando así las ferias y mercados medievales. Estos nuevos comerciantes, los burgueses, conformaron una nueva clase social, activa y emprendedora, y en constante conflicto con el mundo feudal, basado en la tradición y la pasividad social. Las ciudades y la burguesía fueron así el motor en el cual se apoyaron los reyes para imponerse progresivamente a sus turbulentos señores feudales.
La Primera Cruzada, por su parte, creó un activo intercambio comercial entre Oriente y Occidente, que fue aprovechado por las ciudades italianas para crear riqueza, aprovechando su posición de intermediarias, financiando de este modo el movimiento comunal italiano. Aunque las Cruzadas resultarían finalmente fracasadas, ciudades como Génova, Venecia y Pisa se habían transformado hacía tiempo en importantes actores políticos, dándole nuevo poder a la burguesía.
La presencia del dinero trastornó por entero el sistema feudal, en muchas de cuyas regiones se había retrocedido incluso al viejo sistema de trueque. Los señores feudales veían con desconfianza el riesgo inherente a la actividad comercial, y no eran partidarios de invertir en empresas ultramarinas que podían arrojar pingües ganancias, pero también ingentes pérdidas. De esta manera, algunos comerciantes descubrieron que podían tentar a los señores feudales a prestarles dinero a cambio de pagar con posterioridad una tasa de interés, para así amasar una fortuna que invertir en otros negocios. Nació de esta manera la actividad bancaria. Hubo incluso señores feudales que apostaron en actividades mercantiles de manera solapada, a través de una nueva figura jurídica, la sociedad en comandita, que divide a los socios capitalistas y a los socios administradores de la misma, recayendo el primer rol en el señor feudal, y el segundo en los burgueses. De este modo, el comercio empezó a corroer las bases económicas del orden feudal.
En cuanto a los burgueses, tendieron a agruparse en organizaciones llamadas guildas, gremios, cofradías o artes, dependiendo de la región europea en cuestión. Dichas asociaciones gremiales protegían sus intereses corporativos dentro del burgo, y también influían en la política del mismo en asuntos externos. Nació así la diplomacia y la guerra por intereses económicos (en tiempos feudales, la guerra se libraba por pillaje, por expansión territorial, e incluso por razones tales como deporte o mero idealismo). Andando el tiempo, bajo estas asociaciones que protegían a sus miembros fue surgiendo un nuevo estamento social, el de los trabajadores asalariados, fuente de tensiones sociales posteriores.
Los burgueses trajeron consigo una nueva ética y una nueva manera de entender la vida y el mundo. Para los burgueses, vinculados psicológicamente a su dinero, lo principal era la vida mundana y los placeres terrenales. En esto se distanciaban decisivamente del mundo feudal, que en lo valórico privilegiaba la vida espiritual y la visión del cuerpo como una "cárcel del alma". Impusieron también una nueva ética del trabajo, de la legitimidad del lucro y la ganancia (incluso de la usura), y del esfuerzo e iniciativa individual por encima de la obediencia y la adscripción a entes colectivos.

### Ciencia

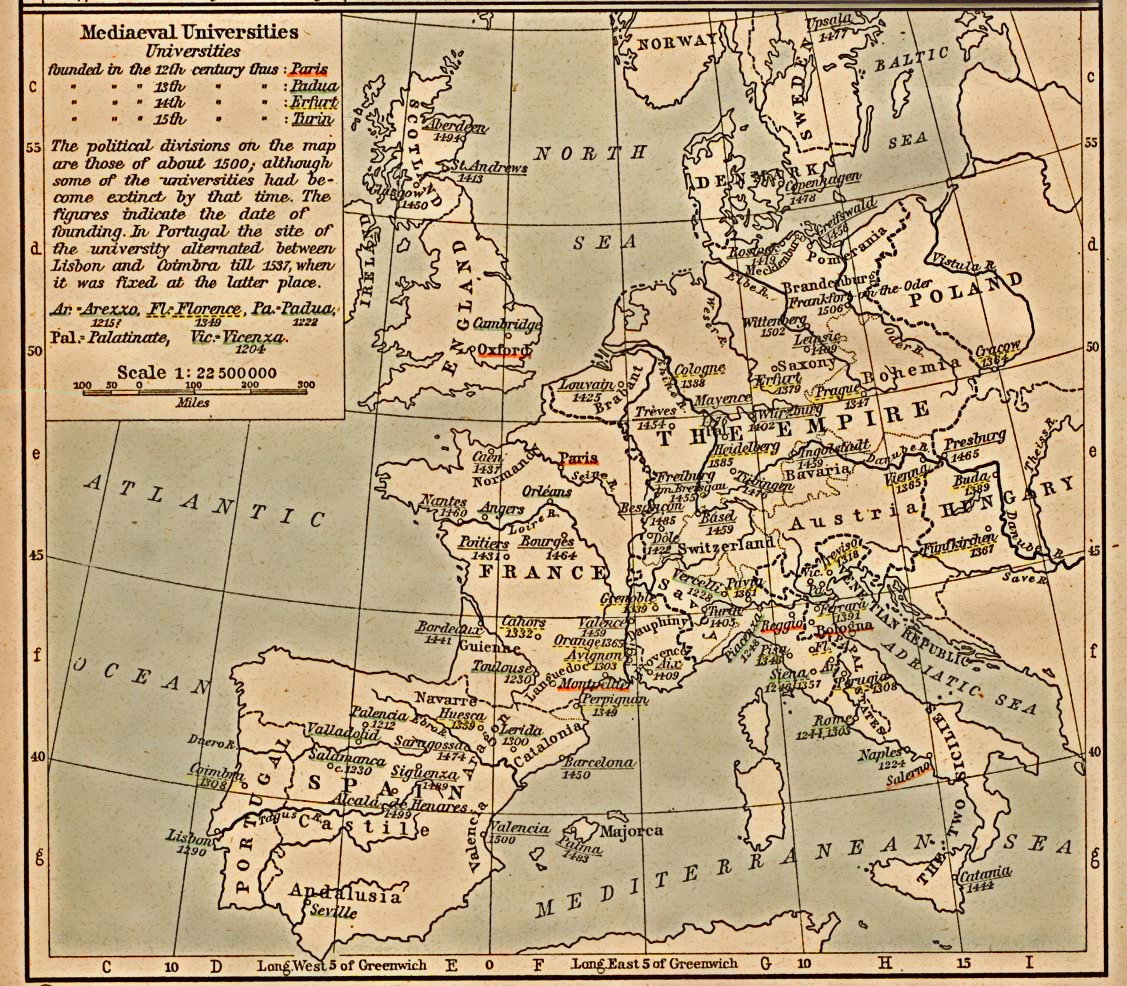
Mapa de las universidades medievales.

La enseñanza filosófica y científica en la Alta Edad Media se basaba en las pocas copias y comentarios de textos griegos antiguos que se habían conservado en Europa Occidental tras el colapso del Imperio romano de Occidente. La mayor parte de Europa había perdido contacto con el conocimiento del pasado. Este escenario cambió con el Renacimiento del siglo XII. El creciente contacto con el mundo islámico, que atravesaba la Edad de Oro del Islam, en Al-Ándalus y Sicilia (Emirato de Sicilia), las Cruzadas, la Reconquista, así como el incremento de los contactos con el Imperio bizantino, permitió a la cristiandad latina buscar y traducir las obras de los filósofos y científicos griegos e islámicos, especialmente las obras de Aristóteles, Euclides, Ptolomeo, Plotino, Geber, Al-Khwarizmi, Al-Razi, Abulcasis, Alhacén, Avicena, Avempace, y Averroes, entre otros. El desarrollo de las universidades medievales las permitió ayudar materialmente en la traducción y propagación de esos textos y comenzó una nueva infraestructura necesaria para las comunidades científicas.
Ante las dificultades para comprender las Escrituras y acercarse a las nuevas realidades sociales, la búsqueda intelectual en territorio musulmán crecería en los siglos XI y XII, promoviendo un nuevo conocimiento de las obras clásicas. Existían centros de estudio en España (Toledo) y Sicilia donde se trabajaban las obras griegas, aunque estos trabajos no poseían un buen estándar de traducción, ya que habían sido traducidos primero al árabe, y de este al latín. Estas traducciones no tendrían una gran repercusión hasta el siglo XIII y serían un primer paso para la comprensión posterior. El conocimiento previo de Aristóteles en la Cristiandad latina del siglo X se reducía a resúmenes de su doctrina, pero sus trabajos sobre ciencia natural no se traducirían hasta el siglo siguiente. Averroes es uno de los eruditos musulmanes cuyos trabajos se dieron a conocer en esta época. Gracias a las Cruzadas, este intercambio de conocimientos entre latinos y musulmanes se habría visto impulsado desde otro foco. De este modo, el Islam parece ser en este período un difusor más importante de literatura clásica griega que el propio Bizancio, dado que los centros de estudio y traducción quedaban más próximos y por ello habrían acaparado mayor atención intelectual. El contacto con los mahometanos también ayudó a mejorar el estudio astronómico a través del astrolabio y a enriquecer los conocimientos en medicina desde la escuela de Salerno (mediante la traducción de Galeno e Hipócrates).
La propia maduración y consolidación del Occidente medieval trajo consigo la expansión tanto de sus fronteras como de su pensamiento, que buscaría nuevos horizontes. Tanto Bizancio como el mundo musulmán ocuparon territorios donde descansaban copias de libros del saber antiguo clásico, que ayudaron a preservar y transmitir a la Cristiandad latina. El estudiante del siglo XI no podría experimentar una renovación intelectual por encima de los trabajos «nativos» europeos, pero en el siglo XII se irían difundiendo más extensamente las obras traducidas del griego y del árabe, y ya en el siglo XIII la renovación intelectual tendría un carácter más importante. Se iniciarían entonces los debates escolásticos en las universidades europeas. Según Southern, «la digestión de la lógica de Aristóteles fue la tarea intelectual más grandiosa del período desde el final del siglo X al final del siglo XII.»

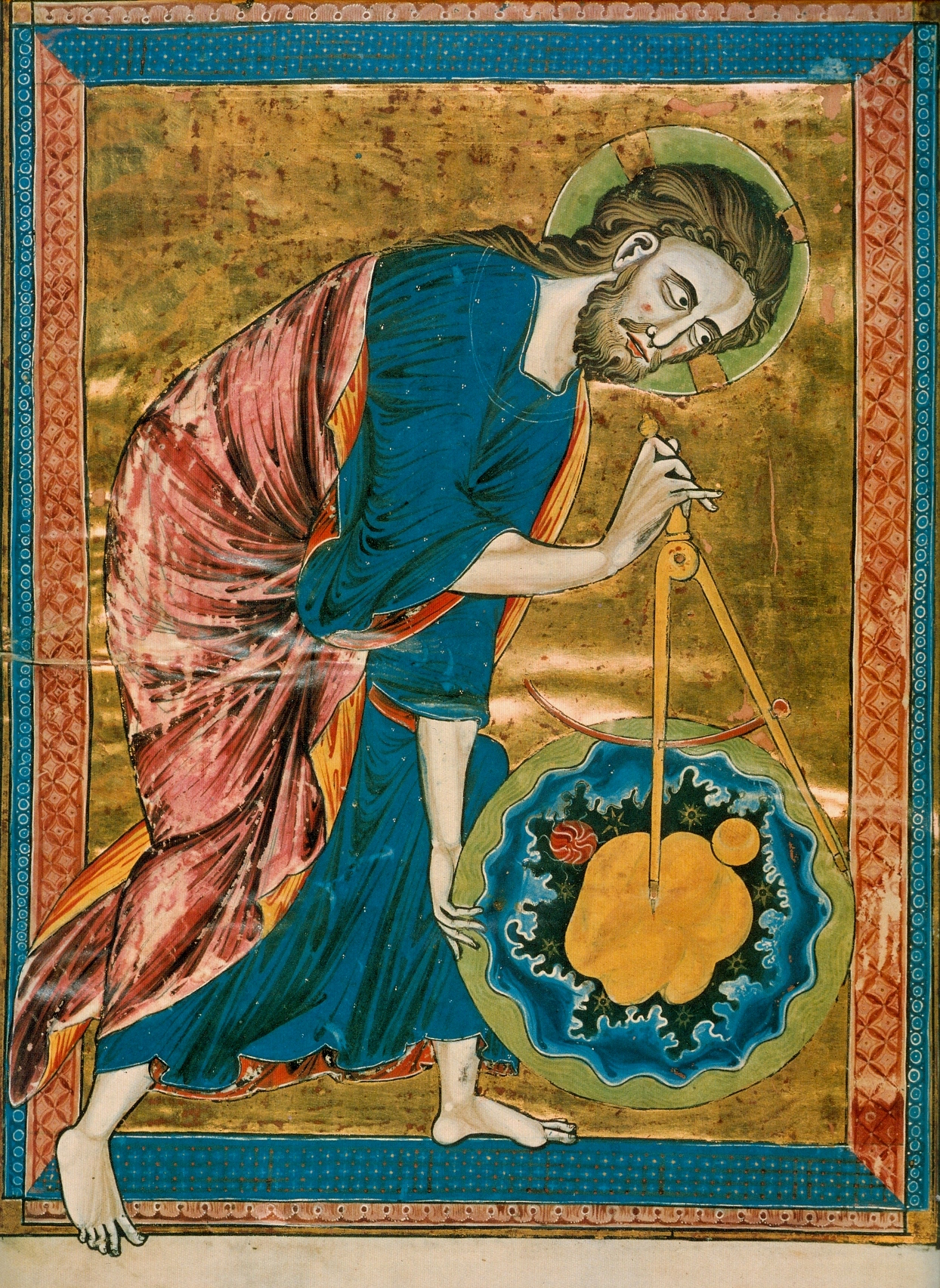
Los intelectuales medievales buscaban entender los principios geométricos y armónicos con los que Dios habría creado el Universo. El compás en esta ilustración de un manuscrito del es un símbolo del acto de creación de Dios.

A comienzos del siglo XIII había bastante buenas traducciones latinas de las principales obras de casi todos los autores antiguos cruciales, permitiendo la transferencia de ideas científicas, tanto a través de las universidades como de los monasterios. Para entonces, las ciencias naturales contenidas en esos textos comenzaban a ser divulgadas por los más notables escolásticos como Robert Grosseteste, Roger Bacon, Alberto Magno y Duns Scoto. Un precursor del moderno método científico puede verse ya en el énfasis de Grosseteste sobre las matemáticas como vía para entender la naturaleza, y en la aproximación empírica admirada por Bacon, particularmente en su Opus Majus.
La primera mitad del siglo XIV vio alumbrar muchas obras científicas de importancia, en su mayor parte en el marco de los comentarios escolásticos a las obras de Aristóteles. Guillermo de Occam introdujo el principio de parsimonia o navaja de Occam: el científico (filósofo natural) no debe postular entes innecesarios, por tanto el movimiento no es cosa distinta sino el mismo objeto que se mueve; y no se recurría a hipótesis tales como la antes necesaria "especie sensible" intermedia para transitir la imagen de un objeto al ojo. Intelectuales como Jean Buridan y Nicolás Oresme comenzaron a reinterpretar los elementos de la mecánica de Aristóteles. En particular, Buridan desarrolló la teoría de que el impetus era la causa del movimiento de los proyectiles, lo que era un precedente del moderno concepto de la inercia.  Mientras tanto, los Calculadores de Oxford comenzaron a analizar matemáticamente la cinemática del movimiento, conduciendo su análisis sin considerar las causas del mismo.
Incluso aunque la devastación de la peste negra (1348) y otros desastres trajeron un repentino final al periodo anterior de masivo desarrollo filosófico y científico, dos siglos más tarde comenzó la revolución científica europea, que puede también entenderse como una recuperación el proceso de cambio científico detenido durante la crisis final de la Edad Media.

### Tecnología
Durante el siglo XII en Europa hubo un cambio radical en la tasa de innovaciones y nuevos inventos, lo que, aunque partía de niveles prácticamente planos, tuvo influencia en la transformación de los medios de producción tradicionales y el crecimiento económico. En menos de un siglo hubo más inventos desarrollados y aplicados con utilidad que en los mil años anteriores de la historia humana en todo el mundo. El periodo vio avances tecnológicos importantes, como la invención del grabado, la pólvora, la lente, la mejora de los relojes, el astrolabio, y una gran mejora de los barcos. Esos dos últimos hechos hicieron posible la futura Era de los Descubrimientos. Los historiadores de la tecnología han enumerado algunos hechos de esta cuasi-revolución tecnológica:
- Primer documento escrito sobre un molino de viento (Yorkshire, Inglaterra, 1185).
- Fabricación de papel (Italia, hacia 1270).
- La rueca de hilar llega a Europa (probablemente desde la India) en el siglo XIII.
- La brújula como ayuda a la navegación empieza a usarse en Europa a finales del siglo XII.
- Lente para la corrección de la visión se inventan en Italia (final de la década de 1280).
- El astrolabio llega a Europa a través de la España musulmana.
- Leonardo de Pisa introduce la numeración arábiga o hindú-árabe en su Liber Abaci (1202).
- La más antigua descripción conocida de un stern-mounted timón se encuentra en un relieve de una iglesia datado hacia 1180.

### Escolástica
Un nuevo método de enseñanza, denominado escolástica se desarrolló desde finales del siglo XII a partir del redescubrimiento de las obras de Aristóteles; las obras de los filósofos medievales judíos e islámicos influidos por él, sobre todo Maimonides, Avicena (Avicenismo) y Averroes (Averroísmo); y los filósofos cristianos influidos por ellos, sobre todo Alberto Magno, Buenaventura y Pedro Abelardo. Los que practicaban el método escolástico creían en el empirismo y apoyaban las doctrinas católicas sobre el estudio secular, la razón y la lógica. Se oponían al misticismo cristiano y a las creencias platónico-agustinianas en la mente dualista (dualismo, filosofía de la mente) y a la consideración del mundo como intrínsecamente malo. El más famoso de los practicantes de la escolástica fue Tomás de Aquino (posteriormente canonizado y declarado doctor de la Iglesia), quien lideró el tránsito del platonismo y el agustinismo antes imperantes hacia el aristotelismo. Usando el método escolástico, Tomás de Aquino desarrolló una filosofía de la mente al escribir que la mente era al nacer un simple papel en blanco tabula rasa a la que se daba (por un soplo divino) la capacidad de pensar y reconocer formas o ideas. Otros escolásticos notables fueron Roscelino de Compiègne, Pedro Abelardo, y Pedro Lombardo. Una de las principales cuestiones de esta época fue el problema de los universales. Los autores no-escolásticos más prominentes de la época fueron Anselmo de Canterbury, Pedro Damián, Bernardo de Claraval, y los miembros de la escuela de San Víctor o victorinos (grupo de filósofos y místicos de la agustina Abadía de San Víctor de París: Hugo de San Víctor, Ricardo de San Víctor y Walter de San Víctor).

### Cambios artísticos
Los cambios en las tendencias políticas y sociales se manifestaron en una serie de transformaciones artísticas. El siglo XII es la época en que el arte románico hace su transición al arte gótico.
En líneas generales, la arquitectura románica se caracteriza por sus edificios con gruesas murallas,  y más o menos rechonchos, debido a que sus conocimientos de ingeniería les impedían construir edificaciones de mayor altura. Pero a comienzos del siglo XII dos poderosas innovaciones arquitectónicas, los contrafuerte y el arco en ojiva, permitieron apuntalar las paredes y adelgazarlas permitiéndoles sostener un peso mayor. Dicha transformación es bien visible en la arquitectura de los monasterios cistercienses, que son considerados con razón como la transición entre ambos estilos, en particular por la explosiva cantidad de ellos que se construyeron en toda Europa, en un muy reducido lapso de tiempo. A finales del siglo XII comienza la edificación de las primeras catedrales góticas propiamente tales, como por ejemplo la catedral de Chartres.
Estos cambios en la ingeniería y la arquitectura, iban de la mano con los cambios económicos y sociales. El arte románico había sido desarrollado fundamentalmente al servicio de los reyes y de la Iglesia católica, mientras que el arte gótico se desarrolló en buena medida al servicio de los burgos. La carrera por adornar a los burgos con los más bellos edificios había empezado a finales del Románico, y uno de los mayores exponentes de esta tendencia es el llamado Campo dei Miracoli, en Pisa, cuyos componentes más relevantes son las famosas catedral de Pisa y Torre de Pisa. Pero la explosión de esta tendencia coincidió con el despuntar del gótico. Iniciada la moda de las catedrales góticas, cada burgo pretendió tener una más grande que las demás, y de ahí que, andando el tiempo, se irían construyendo cada vez mayores. Tener una gran catedral no sólo implicaba hacer votos de religiosidad, sino también dar a los burgos vecinos una muestra de su propio poderío económico, invirtiendo en un edificio grande y solemne que les diera prestigio.

### Cambios religiosos
Todos estos procesos (concentración del poder político, guerras "el infiel", crecimiento de los burgos, ataque al sistema feudal, auge del comercio y la industria, cambios artísticos, etcétera) se vieron marcados también por profundos cambios en la espiritualidad medieval. La Iglesia Católica, el organismo religioso predominante en la época, estuvo abocado a profundos cambios intelectuales.
En materias teológicas, la principal innovación fue la recepción de numerosas ideas foráneas. Entre ellas, Occidente empezó a prestar atención a Aristóteles, filósofo, bien sea leyendo directamente al griego, o bien a través de los comentarios de los musulmanes Avicena y Averroes. Hasta el momento, la teología cristiana estaba basada en las ideas platónicas que había adaptado San Agustín, en el siglo V. Aristóteles era incómodo porque planteaba cuestiones radicalmente opuestas a la Iglesia Católica (por ejemplo, que el mundo es eterno e increado, lo que choca con el dogma de la creación "ex nihilo" ("de la nada") expresado en el Génesis). La simbiosis entre Teología cristiana y el aristotelismo no llegaría sino hasta el siglo XIII, de la mano de Santo Tomás de Aquino.
Aun así, el Platonismo inherente a las doctrinas agustinianas fue puesto en duda, en beneficio de posturas que podrían calificarse de realismo moderado. El principal defensor de ellas fue Pedro Abelardo, teólogo que enseñó en la Universidad de París, y que se vio envuelto en una dura trifulca (llamada la querella de los universales) con Bernardo de Claraval, sostenedor del realismo extremo, quien le hizo condenar como hereje y le obligó a la retractación. Pedro Abelardo es un representante de los nuevos tiempos, al atreverse a cuestionar, aunque tímidamente, algunas verdades esenciales de la Teología cristiana[cita requerida].
El mencionado Bernardo de Claraval es el más destacado defensor del statu quo medieval frente a los cambios sociales de su tiempo. Fundador de un gran número de monasterios a lo largo de la primera mitad del siglo XII, además de participar activamente en política (incluyendo la prédica de la Segunda Cruzada). De linaje aristocrático, veía con reticencia toda innovación, incluyendo a la vida urbana y ciudadana. Sus monasterios, la Orden del Císter, se transformaron en un referente ineludible para afianzar la unidad cristiana, en una época en que los propios cristianos de los burgos empezaban a cuestionar vivamente a la Iglesia[cita requerida].
El Císter no logró, de todas maneras, contener estos cuestionamientos, los que cristalizaron en una serie de herejías[cita requerida], las primeras desde la época de San Agustín en Occidente. Las más peligrosas para la Iglesia Católica fueron las de los valdenses y los cátaros, que crecieron especialmente en el sur de Francia, y que fueron reprimidas con la llamada Cruzada Albigense (1209-1244). Sin embargo, esta labor represora (que llevó a la fundación de la Inquisición) se vio complementada por la apertura de la Iglesia hacia las nuevas corrientes espirituales para las gentes de los burgos, especialmente por obra de San Francisco de Asís. Algunos de los sucesos más importantes de la época son que Pedro Valdo tradujo los evangelios a la lengua vulgar y en el movimiento valdense la mujer y los laicos tenían derecho a predicar.

## Consecuencias
Como puede observarse, la revolución del siglo XII estuvo estructurada por una enredada maraña de cambios, que sucedían al mismo tiempo y que se retroalimentaban unos con otros, arrojando a Occidente en una pendiente imparable de cambios sociales. Al iniciarse éstos, Occidente era una sociedad agraria y feudal. En el paso del siglo XII al XIII, se había consolidado todo un nuevo sistema social, basado en los burgos, sobre una nueva ética, y al mismo redefiniendo el mapa político de Europa, en donde los reyes pesarían cada vez más, en desmedro de los señores feudales. En cierto sentido, puede decirse que la consecuencia más importante de la revolución del siglo XII fue haber cambiado un sistema estático y de inmovilismo social.